# Dirk Schülke

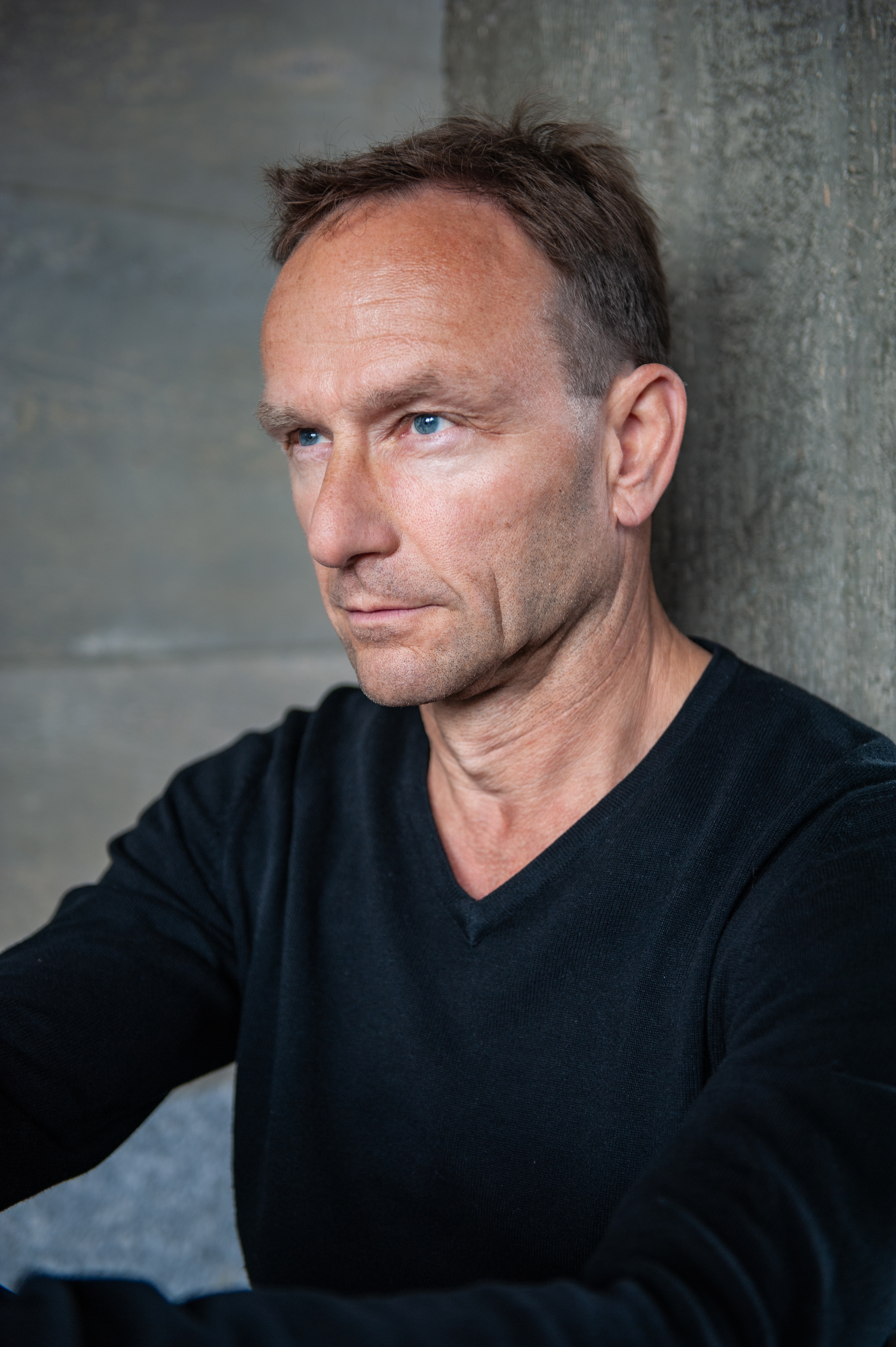
Dirk Schülke (2014)

Dirk Schülke (* 12. Oktober 1960 in Ost-Berlin) ist ein deutscher Theater- und Filmschauspieler.

## Leben
Dirk Schülke wurde 1960 in Ost-Berlin geboren und wuchs in einem Berliner Randbezirk auf. 1979 legte er an der Immanuel Kant EOS sein Abitur ab. Nach einem anderthalbjährigen Militärdienst besuchte er von 1981 bis 1985 die Hochschule für Schauspielkunst Ernst Busch in Berlin mit einem Wohnsitz im Bezirk Prenzlauer Berg.
Sein erstes Engagement von 1985 bis 1988 führte ihn an das Landestheater Eisenach. Dem folgte aufgrund seines Mitwirkens in der Serie Tierparkgeschichten des DDR-Fernsehens in einer durchgehenden Hauptrolle eine freischaffende Tätigkeit als Schauspieler bis 1990 in Berlin.
Ab Januar 1991 bis zum Spielzeitende 2007 war er durchgängig als Bühnenschauspieler engagiert. Bis 1992 am Theater Chemnitz, von 1992 bis 1996 am Städtebundtheater Hof und ab 1996 am ETA Hoffmann Theater Bamberg. Als freischaffender Schauspieler von 1988–1990 hatte er außerdem regelmäßige Rollenangebote beim Fernsehen wie Polizeiruf 110, Marion, Aerolina, Klein aber Charlotte, Mit Herz und Robe, DEFA: Blonder Tango, Einstein, Das Bernsteinzimmer und DEFA-Synchron.
Seit 2007 lebt er mit seiner Familie wieder in Berlin.

## Theater
1985–1988: Landestheater Eisenach u. a.
- 7 Rollen in Die Preußen kommen (Claus Hammel) Regie: M. Grosse
- Narr in Was Ihr wollt (Shakespeare) Regie. M. Grosse
- Freddy in My Fair Lady (Loewe) Regie M. Grosse
- Quasi Riek in Die Aula (Hermann Kant) Regie: P. Zirkler
- Erik in Die Havarie (Katrin Lange) Regie: H. Henning

1991–1992: Theater Chemnitz u. a.
- Schreiber Licht in Der Zerbrochene Krug (Kleist) Regie: A. Eicke

1992–1996: Städtebundtheater Hof u. a.
- Jago in Othello (Shakespeare) Regie: W. Riss
- Lord F. Babberly in Charly’s Tante (B. Thomas) Regie: W. Gleede
- Mercutio in Romeo und Julia (Shakespeare) Regie: W. Riss

1996–2007: ETA Hoffmann Theater Bamberg u. a.
- Kupsch in Kupsch (Tankred Dorst) Regie: J. Bittrich
- Matti in Herr Puntila und sein Knecht Matti (B. Brecht) Regie: M. Everding
- Michael in Sechs Tanzstunden in sechs Wochen (Richard Alfieri) Regie: A. Schilling
- Martin in Die Ziege oder wer ist Sylvia (Albee) Regie: P. Bernhardt
- Harpagon in Der Geizige (Molière) Regie H. Gohde
- Malvolio in Was ihr wollt (Shakespeare) Regie: G. Orsky
- Brick in Die Katze auf dem heißen Blechdach (Tennessee Williams) Regie: G. Orsky
- Christian Maske in Der Snob (Carl Sternheim) Regie: W. Bauschmidt
- Harold in Komödie im Dunkeln (Peter Shaffer) Regie: Walter D. Asmus

## Filmografie
- 1989: Klaus Bender in Tierparkgeschichten, DDR 1 (Regie: Martin Eckermann)
- 1991: Trainer Hohmann in Ein Heim für Tiere, ARD (Regie: Uwe Belz)
- 1997: AutoDirekt Versicherung, Sat. 1 (Regie: Böhlefeld)
- 2006: Stadtbeamter in Pfarrer Braun, ARD (Regie: Axel de Roche)
- 2006: Endlich Samstag, ARD (Regie: Frank Gothardy)
- 2007–2008: Oberstaatsanwalt Dr. Kieser in Staatsanwalt Posch ermittelt, RTL

## Hörspiele (Auswahl)
- 1990: Ervin Lázár: Arnika, die Entenprinzessin – Regie: Manfred Täubert (Hörspielbearbeitung, Kinderhörspiel – Rundfunk der DDR)
- 1990: Thomas Fuchs: Die Beatles (3 Teile) (Ringo) – Regie: Bert Bredemeyer (Original-Hörspiel, Kinderhörspiel – Rundfunk der DDR)

Quelle: ARD-Hörspieldatenbank